# 愛樂管弦樂團
愛樂管弦樂團（英語：Philharmonia Orchestra）是伦敦的一支管弦樂團。曾几度易名。
乐团于1945年在“EMI唱片公司”制作人华尔特·莱格组织下成立，当时只是一支录音专用乐团。
1964年EMI宣布不再财政支持该乐团。但乐团成员自发成立一个协会，并且开始举行音乐会。因为在新泽西有一位指挥家以“坎登爱乐管弦乐团”之名注册，伦敦爱乐的成员怕打官司惹是非，便把名字改为“新愛樂管弦樂團”。1977年名稱又被改回原来的愛樂管弦樂團，简称为The Philharmonia 。
从1995年起，皇家節日大廳成了乐团的固定演出场所。

## 首席指挥
- 赫伯特·冯·卡拉扬（1948－1954，不具銜）
- 奥托·克伦佩勒（1955－1973）
- 里卡多·穆蒂（1973－1982）
- 朱塞佩·西諾波利（1984－1997）
- 克里斯托夫·冯·多赫南伊（1997－2008）
- 埃萨-佩卡·萨洛宁（2008－2021）
- 桑图-马蒂亚斯·鲁瓦利（英语：Santtu-Matias Rouvali）（2021－）